# Матрай-ам-Бреннер
Матрай-ам-Бреннер (нім. Matrei am Brenner) — ярмаркове містечко і громада округу Інсбрук-Ланд у землі Тіроль, Австрія.
Матрай-ам-Бреннер лежить на висоті  992 м над рівнем моря і займає площу  0,36 км². Громада налічує 900 мешканців. 
Густота населення 2500/км².  
Матрай-ам-Бреннер — крихітна громада в північній частині Віппталь на відстані 17 км на південь від Інсбрука. 
|                                            |
| Матрай-ам-Бреннер на мапі округу та землі. |

 Адреса управління громади: Brennerstraße 59, 6143 Matrei am Brenner. 

## Демографія
Історична динаміка населення міста за даними сайту Statistik Austria

## Відомі люди
- Гюнтер Мадер - гірськолижник.

## Виноски
1. ↑  Dauersiedlungsraum der Gemeinden Politischen Bezirke und Bundesländer - Gebietsstand 1.1.2018 — Статистичне управління Австрії.
2. ↑  https://www.statistik.at/blickgem/blick1/g70327.pdf
3. ↑  www.matrei-brenner.tirol.gv.at. Архів оригіналу за 31 грудня 2021. Процитовано 27 червня 2022.
4. ↑  Gemeindedaten von Matrei am Brenner. Архів оригіналу за 4 листопада 2016. Процитовано 16 липня 2013.

| Австрія | Це незавершена стаття з географії Австрії. Ви можете допомогти проєкту, виправивши або дописавши її. |